# Охват
Охват (рус. Охват) језеро је на северозападу европског дела Руске Федерације, односно на западу Тверске области. Налази се на граници између Пеновског рејона на северу и Андреапољског рејона на југу, у централним деловима Валдајског побрђа.
Језерска акваторија је површине 13,6 км². Језеро је јако издужено у смеру североисток-југозапад максималне дужине до 9,6 км, односно ширине до 1,5 километара. Максимална дубина језера је 28 метара, просечна око 6,3 метра. Површина језера лежи на надморској висини од 216 метара, док је укупна дужина обалне линије 28,4 метра.
Обале су доста високе и обрасле мешовитим шумама. У северном делу језера налази се неколико мањих острва.
Највеће притоке су Нетесма и Волкота, док је најважнија отока Западна Двина. На јужној обали језера налази се истоимено село Охват.